# كأس بلغاريا 1972–73
كأس بلغاريا 1972–73 (بالبلغارية: Купа на Съветската армия 1972/73)‏ هو موسم من كأس بلغاريا. أشرف على تنظيمه اتحاد بلغاريا لكرة القدم، وفاز فيه سسكا صوفيا.